# 인수대비 (드라마)
《인수대비》는 2011년 12월 3일부터 2012년 6월 24일까지 한 JTBC의 텔레비전 드라마로, 조선 문종 시대부터 연산군 시대까지의 인물인 소혜왕후의 삶을 다루었다.

## 방송 시간
| 방송 채널 | 방송 기간                         | 방송 시간                               |
| --------- | --------------------------------- | --------------------------------------- |
| JTBC      | 2011년 12월 3일 ~ 2012년 4월 29일 | 토요일, 일요일 오후 8시 45분 ~ 9시 55분 |
| JTBC      | 2012년 5월 5일 ~ 2012년 6월 24일  | 토요일, 일요일 오후 8시 50분 ~ 10시     |

## 등장 인물

### 왕실
- 함은정 → 채시라: 인수대비 역 (아역: 함은정)

세조의 며느리. 덕종의 왕비. 성종과 월산대군의 모후. 연산군과 중종의 친할머니.
- 백성현: 도원군(의경세자) 역

세조의 첫째 아들. 인수대비의 남편. 성종과 월산대군의 아버지. 연산군과 중종의 친할아버지.
- 성종 역 (아역: 이태우, 최원홍) : 덕종의 둘째 아들. 연산군과 중종의 아버지. 인종과 명종의 친할아버지.
- 김영호: 수양대군(세조) 역

세종의 둘째 아들. 문종의 첫째 아우. 성종의 친할아버지. 연산군과 중종의 친증조할아버지.
- 김미숙: 정희왕후 역

세조의 왕비. 덕종(의경세자)과 예종의 어머니. 성종의 친할머니. 조선 최초로 수렴청정을 함.
- 전무송: 세종 역 (특별 출연)

조선 4대 임금. 조선 3대 임금인 태종의 셋째 아들. 조선 초대 임금인 태조의 친손자.
- 최지나: 혜빈 양씨 역

세종의 후궁.
- 선우재덕: 문종 역 (특별 출연)

조선 5대 임금. 세종대왕의 첫째 아들로, 왕위에 오른 조선 왕조 최초의 적장자. 즉위한 지 2년 3개월 만에 지병으로 승하함.
- 채상우: 단종 역

조선 6대 임금. 문종과 현덕왕후의 1남 2녀 중 막내. 계유정난 후 상왕으로 물러나나 사육신 등의 상왕복위운동으로 폐위되어 노산군으로 강등되어 사사됨.
- 조정은: 단종비 역

남편 단종이 강등되면서 군부인(君夫人)으로 격하됨. 이후 송시열, 김수항의 거듭된 건의로 1698년(숙종 24년)에 단종과 함께 복위되어 왕후로 추봉됨.
- 노영학: 예종 역 (아역: 양온유, 김준성, 박준목)

조선 8대 임금. 세조의 둘째 아들.
- 이연두: 인혜대비 역 (아역: 김원희)

예종의 계비.
- 고윤후: 제안대군 역 (아역: 이우주)

조선 8대 임금인 예종과 안순왕후의 아들. 예종이 붕어하자 왕위 승계 1순위였으나 당시 4세의 어린 나이로 사촌 형에게 왕위를 넘겨준 비운의 왕자.
- 장희웅: 월산대군 역 (아역: 안현준, 위현태, 이지오)

조선 덕종과 소혜왕후의 첫째 아들. 조선 9대 임금인 성종의 형.
- 윤영주: 승평부부인 박씨 역 (아역: 전희수)

상원군부인(祥原君夫人). 월산대군의 부인.
- 이지우: 공혜왕후 역

천안군부인(天安郡夫人). 성종의 정비.
- 전혜빈: 폐비 윤씨 역 (아역: 진지희)

성종의 계비. 연산군의 생모. 극중 이름은 송이.
- 고정민: 정현왕후 역 (아역: 이윤정, 한보배)

성종의 둘째 계비. 자순대비. 중종의 친모.
- 정요숙: 귀인 정씨 역

성종의 후궁.
- 박탐희: 소용 엄씨 역

성종의 후궁.
- 강서연: 숙의 권씨 역

성종의 후궁.
- 진태현: 연산군 역 (아역: 김진우, 조은찬, 방태웅)

조선 10대 임금. 성종의 맏아들로, 폐비 윤씨의 소생이며 중종의 이복 형. 중종반정 때 폐위된 후 유배지에서 숨을 거둠.
- 홍소희: 중전 신씨 역

거창군부인. 연산군의 왕비. 임영대군의 외손녀.
- 전소민: 장녹수 역

연산군의 총애를 받으면서 숙용에 책봉 되지만 연산군이 페위되며 참수당함.
- 백승도: 진성대군 역 (아역: 전준혁)

조선 11대 임금인 중종. 성종의 둘째 아들. 연산군의 이복동생. 훗날 중종반정으로 왕위에 오름.

### 궁인과 내시
- 이덕희: 최 상궁 역
- 서이숙: 박 상궁 역
- 하미혜: 홍 상궁 역
- 강수영: 강 상궁 역
- 유명숙: 정 상궁(인수대비전 상궁) 역
- 이미숙: 남 상궁 역
- 봉혜선: 양 상궁 역
- 전인택: 엄자치 역
- 박영지: 전균(세조의 세작) 역
- 이건: 김 내관 역
- 이상훈: 양 내관 역
- 유종근: 송 내관 역
- 김영석: 김연(안평대군의 세작) 역
- 맹상훈: 김처선 역
- 배재준: 김자원 역
- 최다은: 향이 역
- 문지인: 복실(의녀) 역
- 송민서: 간난이 역 (아역: 이주아)

### 종친부
- 박웅: 양녕대군 역

조선의 3대 임금인 태종의 첫째 아들. 세종의 큰형. 수양대군의 큰아버지.
- 이광기: 안평대군 역

세종의 셋째 아들. 계유정란에 연루되어 수양대군에 의해 강화도로 유배된 후 사사됨.
- 이창: 임영대군 역

세종의 넷째 아들. 폐비 신씨의 외할아버지.
- 전현: 금성대군 역

세종의 여섯째 아들.
- 곽영재: 영응대군 역

세종의 여덟째 아들.
- 서현석: 귀성군 역

임영대군의 둘째 아들.
- 전진우: 계양군 역

세종의 서자. 신빈 김씨의 첫째 아들.
- 김가연: 정선군부인 한씨 역

계양군의 부인. 한확의 둘째 딸.
- 강인아: 부부인 정씨 역

안평대군의 부인.
- 문형주: 제안부부인 최씨 역

임영대군의 부인. 귀성군과 중모현주의 어머니. 폐비 신씨의 외할머니.
- 윤주: 이세선 역

훗날의 의숙공주. 수양대군의 딸.
- 정넘쳐: 정현조 역

의숙공주의 남편. 정인지의 둘째 아들.
- 유겸: 한남군 역

세종의 서자. 혜빈 양씨의 첫째 아들.
- 이두석: 영풍군 역

세종의 서자. 혜빈 양씨의 셋째 아들.
- 재형: 안양군 역

성종과 귀인 정씨의 첫째 아들로, 연산군 재위 중 동생 봉안군과 함께 제천에 위리안치 되었다가 사사됨.
- 김세현: 봉안군 역

### 조정
- 한인수: 김종서 역
- 심양홍: 황보인 역
- 김용희: 권람 역
- 손병호: 한명회 역
- 손종범: 신숙주 역
- 장용: 한확 역

인수대비의 아버지. 성종과 월산대군 형제의 외할아버지.
- 우상전: 정인지 역
- 박정학: 홍윤성 역
- 엄경환: 홍달손 역
- 조경훈: 양정 역
- 최민준: 유수 역
- 이순성: 유하 역
- 최한호: 민신 역
- 유상재: 유자광 역
- 최홍일: 강맹경 역
- 박용연: 신면(신숙주의 둘째 아들) 역
- 김세민: 성삼문 역
- 주우: 이개 역
- 이석구: 성승 역
- 나성균: 윤사분(정희왕후의 큰오빠) 역
- 이두섭: 윤사흔(정희왕후의 남동생) 역
- 김하균: 한치형(인수대비의 사촌오빠) 역
- 박승호: 임사홍 역
- 지승현: 남이(정선공주의 친손자, 권람의 사위) 역
- 이종구: 황수신 역
- 권민: 허침 역
- 강태성: 채수 역
- 민경진: 정창손 역
- 정현석: 김질 역
- 장영주: 권감 역
- 박규점: 윤자운 역
- 김건호: 김국광 역
- 송규용: 한백륜(안순왕후의 아버지) 역
- 조승연: 윤호(정현왕후의 아버지) 역
- 이주석: 유지 역
- 한동환: 이현보 역
- 최진호: 윤계겸(윤사흔의 둘째 아들, 대사헌) 역
- 윤철형: 윤필상(정현왕후의 육촌오빠) 역
- 김윤태: 이세좌 역
- 김승욱: 신승선(중전 신씨의 아버지) 역
- 유정석: 신수근(중전 신씨의 큰오빠, 단경왕후의 아버지) 역
- 이영후: 노사신 역
- 박선웅: 성준 역
- 강영구: 유순 역
- 박수일: 박원종(승평부부인 박씨의 남동생) 역

### 그 외
- 이재은: 황려부부인 민씨(공혜왕후의 어머니) 역
- 유호린: 초선(한명회의 첩) 역
- 권기선: 장흥부부인 신씨(제헌왕후의 어머니) 역
- 반상윤: 윤구(제헌왕후의 친오빠) 역 (아역: 백승환)
- 천예원: 윤구의 부인 역
- 손건우: 윤우(제헌왕후의 이복오빠) 역 (아역: 주민수) 특별출연
- 유필란: 윤우의 부인 역
- 황효은: 삼월 역
- 박우열: 송현수(정순왕후의 아버지) 역
- 장용: 조득림(조 서방, 수양대군 집의 종) 역
- 강상구: 임운(임 서방, 수양대군의 집사) 역
- 김규철: 이현로 역
- 서범식: 윤자명(인수대비의 호위무사, 금부도사) 역
- 이무생: 김승규(김종서의 첫째 아들) 역
- 원현준: 김승벽(김종서의 둘째 아들) 역
- 위창복: 이시애(길주 출생의 무신) 역
- 이영실: 윤사분의 부인 역
- 진명선: 무당 1 역
- 홍혜령: 무당 2 역
- 고진명: 대전 어의 역
- 유강진: 해설
- 서광재

## 역사적 사실
- 드라마에는 김종서가 계유정난 중 김승벽과 함께 길에서 죽는 것으로 나왔으나 실록에는 김승벽의 처가에서 다음 날 아침에 비참한 최후를 맞는 것으로 나온다.
- 드라마에는 폐비 윤씨가 어린 나이에 궁녀가 된 것으로 나오나 실제로는 성종의 후궁으로 입궐했다.
- 드라마에서 윤기견이 문종 1년에 사망하였으나 실제로는 문종 2년에 《세종실록》과 《고려사절요》의 편찬에 참여했다.
- 드라마에서 임영대군이 성종 즉위 후 수빈(인수대비)의 수렴청정을 반대하였으나 실제로는 예종 원년에 사망하였다.
- 드라마에서 정희왕후가 폐비 윤씨보다 먼저 사망하였으나 실제로는 폐비 윤씨가 먼저 사망하고 1년 뒤에 정희왕후가 사망하였다.
- 드라마에서 계양군이 성종 원년까지 살았지만 실제로 세조 9년만에 사망하였다.

## 시청률
- 종합편성채널의 시청률은 지상파나 유료 방송 채널과는 다른 독자적인 유형으로 산출된다. 즉, 종합편성채널의 시청률 수치에는 표본가구 중 종합편성채널 프로그램의 시청률만 포함된다.
- AGB닐슨 미디어 리서치에서 공개한 표를 바탕으로 작성한 시청률이다. 빨간색 글씨는 최고 시청률, 파란색 글씨는 최저 시청률을 나타낸다.

| 2011년 | 2011년    | 2011년      | 2011년 |
| 회차   | 방송일    | AGB 시청률  | 주석   |
| 회차   | 방송일    | 전국 시청률 | 주석   |
| ------ | --------- | ----------- | ------ |
| 1회    | 12월 3일  | 1.270%      |        |
| 2회    | 12월 4일  | 1.082%      |        |
| 3회    | 12월 10일 | 1.064%      | [ 5 ]  |
| 4회    | 12월 11일 | 0.892%      | [ 6 ]  |
| 5회    | 12월 17일 | 1.011%      | [ 7 ]  |
| 6회    | 12월 18일 | 1.105%      | [ 8 ]  |
| 7회    | 12월 24일 | 0.893%      | [ 9 ]  |
| 8회    | 12월 25일 | 1.037%      | [ 10 ] |
| 9회    | 12월 31일 | 1.159%      | [ 11 ] |
| 2012년 |           |             |        |
| 10회   | 1월 1일   | 1.245%      | [ 12 ] |
| 11회   | 1월 7일   | 0.832%      | [ 13 ] |
| 12회   | 1월 8일   | 1.039%      |        |
| 13회   | 1월 14일  | 0.864%      | [ 14 ] |
| 14회   | 1월 15일  | 1.129%      | [ 14 ] |
| 15회   | 1월 21일  | 0.885%      |        |
| 16회   | 1월 22일  | 0.990%      | [ 15 ] |
| 17회   | 1월 28일  | 1.104%      | [ 16 ] |
| 18회   | 1월 29일  | 1.183%      | [ 16 ] |
| 19회   | 2월 4일   | 1.106%      | [ 17 ] |
| 20회   | 2월 5일   | 1.423%      |        |
| 21회   | 2월 11일  | 1.237%      |        |
| 22회   | 2월 12일  | 1.147%      |        |
| 23회   | 2월 18일  | 1.181%      |        |
| 24회   | 2월 19일  | 1.534%      | [ 18 ] |
| 25회   | 2월 25일  | 0.844%      |        |
| 26회   | 2월 26일  | 1.612%      |        |
| 27회   | 3월 3일   | 1.083%      | [ 19 ] |
| 28회   | 3월 4일   | 1.430%      |        |
| 29회   | 3월 10일  | 1.667%      | [ 20 ] |
| 30회   | 3월 11일  | 1.698%      | [ 20 ] |
| 31회   | 3월 17일  | 1.339%      |        |
| 32회   | 3월 18일  | 1.361%      |        |
| 33회   | 3월 24일  | 1.261%      |        |
| 34회   | 3월 25일  | 1.571%      |        |
| 35회   | 3월 31일  | 1.161%      |        |
| 36회   | 4월 1일   | 1.385%      |        |
| 37회   | 4월 7일   | 1.400%      |        |
| 38회   | 4월 8일   | 1.523%      |        |
| 39회   | 4월 14일  | 1.692%      |        |
| 40회   | 4월 15일  | 1.586%      |        |
| 41회   | 4월 21일  | 1.616%      |        |
| 42회   | 4월 22일  | 1.718%      |        |
| 43회   | 4월 28일  | 1.969%      |        |
| 44회   | 4월 29일  | 2.039%      |        |
| 45회   | 5월 5일   | 1.542%      |        |
| 46회   | 5월 6일   | 1.904%      |        |
| 47회   | 5월 12일  | 1.877%      |        |
| 48회   | 5월 13일  | 2.244%      |        |
| 49회   | 5월 19일  | 1.755%      |        |
| 50회   | 5월 20일  | 2.496%      |        |
| 51회   | 5월 26일  | 2.791%      |        |
| 52회   | 5월 27일  | 2.312%      |        |
| 53회   | 6월 2일   | 2.372%      |        |
| 54회   | 6월 3일   | 2.593%      |        |
| 55회   | 6월 9일   | 2.200%      |        |
| 56회   | 6월 10일  | 2.589%      |        |
| 57회   | 6월 16일  | 2.045%      |        |
| 58회   | 6월 17일  | 2.282%      |        |
| 59회   | 6월 23일  | 2.474%      |        |
| 60회   | 6월 24일  | 2.927%      |        |

## 연장
- 2012년 5월 9일 : 인수대비 방영 분량이 50부작에서 10회 연장되어 60부작으로 변경 및 확정되었다.